# Lloyd Pierce

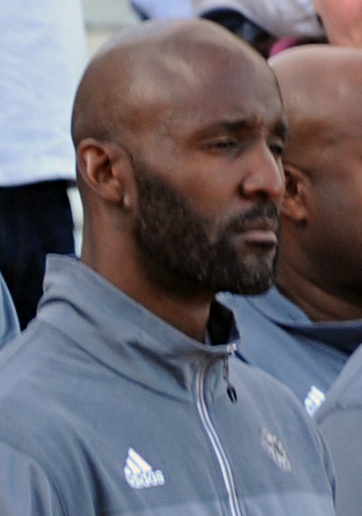
Lloyd Pierce, 2016

Lloyd Pierce (* 11. Mai 1976) ist ein US-amerikanischer Basketballtrainer und ehemaliger -spieler. Er arbeitet als Assistenztrainer bei den Indiana Pacers in der NBA.

## Laufbahn
Pierce spielte Basketball an der Yerba Buena High School in der kalifornischen Stadt San José und von 1994 bis 1998 an der Santa Clara University. In 105 Einsätzen für die Hochschulmannschaft erzielte der 1,90 Meter große Aufbauspieler im Durchschnitt 7,1 Punkte je Begegnung. Zwischen 1998 und 2002 spielte Pierce als Profi für Vereine in Mexiko (Soles de Jalisco), Australien, Deutschland und in der Türkei. Für WiredMinds Tübingen lief er während der Saison 2001/02 in 31 Spielen in der Basketball-Bundesliga auf und verbuchte pro Partie 16,3 Punkte im Schnitt.
Ab 2002 gehörte Pierce zum Betreuerstab der Santa Clara University, zunächst als Manager, dann als Assistenztrainer. Für Santa Clara war er bis 2007 tätig. Von 2007 bis 2010 arbeitete er als Koordinator der Spielerentwicklung bei den Cleveland Cavaliers in der NBA, in der Saison 2010/11 war er Co-Trainer bei den Golden State Warriors, von 2011 bis 2013 stand er als Assistenztrainer im Stab der Memphis Grizzlies und wurde 2013 Co-Trainer bei den Philadelphia 76ers. Diesen Posten hatte er bis 2018 inne.
Im Mai 2018 wurde er Cheftrainer der Atlanta Hawks. Anfang März 2021 wurde Pierce entlassen. In seiner Amtszeit führte er die Mannschaft zu 63 Siegen und 120 Niederlagen. Im Sommer 2021 wechselte er als Assistenztrainer zu den Indiana Pacers.

## Belege
1. ↑  Lloyd Pierce College Stats | College Basketball at Sports-Reference.com. Abgerufen am 18. Mai 2018 (englisch).
2. ↑  Santa Clara. Abgerufen am 18. Mai 2018 (englisch).
3. ↑  easyCredit - 1853 Lloyd PIERCE. Abgerufen am 18. Mai 2018.
4. ↑  NBA.com Lloyd Pierce. Abgerufen am 18. Mai 2018.
5. ↑  Hawks tap Sixers assistant Pierce as head coach. In: ESPN.com. (espn.com [abgerufen am 18. Mai 2018]).
6. ↑  Leading the Atlanta Hawks Into the Future: Lloyd Pierce | Atlanta Hawks. In: Atlanta Hawks. (nba.com [abgerufen am 18. Mai 2018]).
7. ↑  Lloyd Pierce Relieved of Head Coaching Duties. In: nba.com. Abgerufen am 2. März 2021 (englisch).
8. ↑  Ben Stinar: Report: Pacers Hiring Former Hawks' Coach Lloyd Pierce To Be Lead Assistant. In: Sports Illustrated. Abgerufen am 11. Juli 2021 (englisch).

| Personendaten    | Personendaten                       |
| ---------------- | ----------------------------------- |
| NAME             | Pierce, Lloyd                       |
| KURZBESCHREIBUNG | US-amerikanischer Basketballtrainer |
| GEBURTSDATUM     | 11. Mai 1976                        |